# وسام الاستقلال (الأردن)
وسام الاستقلال، الوسام الخامس من أوسمة الفروسية المقدمة في الأردن من حيث الأهمية.

## التاريخ
منح هذا الوسام للمرة الأولى الشريف حسين بن علي الهاشمي عام 1921.

## الدرجات
يقسم إلى خمس درجات ويمنح بنفس آلية وسام النهضة والكوكب الاردني لمن قام بأعمال مميزة وقدم خدمات وطنية أو قومية أو دولية من مدنيين أو عسكريين عرب وأجانب وتتألف هذه الاوسمة من خمس درجات وفقا لما يلي:
- الدرجة الأولى: تمنح للأمراء ورؤساء الحكومات والوزراء والأعيان والنواب وموظفي الدولة شاغلي الدرجات العليا ولمن هم في رتبتهم وللضباط برتبة لواء فأعلى.
- الدرجة الثانية: تمنح الأوسمة لموظفي الدولة شاغلي الدرجتين الخاصة والأولى من الفئة الأولى وشاغلي الدرجة الأولى من الفئة الثانية ولمن هم في رتبتهم وللضباط من رتبتي عميد وعقيد.
- الدرجة الثالثة: تمنح الأوسمة لموظفي الدولة شاغلي الدراجات الثانية والثالثة والرابعة من الفئتين الأولى والثانية ولمن هم في رتبتهم وللضباط من رتبتي مقدم ورائد.
- الدرجة الخامسة: تمنح الأوسمة لموظفي الدولة شاغلي الدرجتين الثامنة والتاسعة من الفئة الثانية والفئة الثالثة ولمن هم في رتبتهم وللعسكريين برتبة وكيل أول فما دون.
- الوشاح الكبير
- الضابط الكبير
- القائد
- الضابط
- الفارس

## الوصف
الشريط بنفسجي اللون مع خطوط بيضاء وسوداء على الحواف.

## من حائزي الوسام
كبار أفراد العائلة المالكة الأردنية كالأمير الحسين بن عبد الله الثاني، ورؤساء وزراء الأردن، أفراد العائلات المالكة من الدول الأجنبية ورجال الأعمال البارزين وكبار المثقفين. وقد حازت الجامعة الهاشمية وسام الاستقلال من الدرجة الأولى جراء جهودها في استخدام الطاقة البديلة والنهوض بمسيرة التعليم العالي.

## المصدر
- فهرس الأوسمة في العالم - وسام الاستقلال الأردني